# Mihály Sáfrán
Mihály Sáfrán (Székesfehérvár, 21 de marzo de 1985) es un deportista húngaro que compitió en piragüismo en la modalidad de aguas tranquilas. Ganó una medalla de bronce en el Campeonato Mundial de Piragüismo de 2013, en la prueba de C4 1000 m, y dos medallas de oro en el Campeonato Europeo de Piragüismo, en los años 2009 y 2011. Es hermano del también piragüista Mátyás Sáfrán.

## Palmarés internacional
| Campeonato Mundial | Campeonato Mundial     | Campeonato Mundial | Campeonato Mundial |
| Año                | Lugar                  | Medalla            | Competición        |
| ------------------ | ---------------------- | ------------------ | ------------------ |
| 2011               | Szeged (Hungría)       | Medalla de bronce  | C4 1000 m          |
| Campeonato Europeo |                        |                    |                    |
| Año                | Lugar                  | Medalla            | Competición        |
| 2009               | Brandeburgo (Alemania) | Medalla de oro     | C2 1000 m          |
| 2011               | Belgrado (Serbia)      | Medalla de oro     | C4 1000 m          |